# Minversheim
Minversheim település Franciaországban, Bas-Rhin megyében. Lakosainak száma 703 fő (2022. január 1.). Minversheim Morschwiller, Alteckendorf, Huttendorf, Mommenheim, Schwindratzheim és Wittersheim községekkel határos.

## Népesség
A település népességének változása:
| Lakosok száma | 682  | 676  | 679  | 661  | 653  | 652  | 681  | 684  | 703  |
|               | 2013 | 2015 | 2016 | 2017 | 2018 | 2019 | 2020 | 2021 | 2022 |